# Massimo D'Antona
Massimo D'Antona, född 11 april 1948 i Rom, död 20 maj 1999 i Rom, var en italiensk professor i arbetsrätt, rådgivare till den dåvarande premiärministern Massimo D'Alema.
På morgonen den 20 maj 1999, när D'Antona lämnade sin bostad på Via Salaria, väntade två medlemmar av de så kallade Nya Röda brigaderna, Mario Galesi och Nadia Desdemona Lioce, på honom. De ropade hans namn och sköt ihjäl honom med automatvapen, innan de flydde från platsen.
D'Antona har hedrats med en gata i Villa Paganini i nordöstra Rom, Viale Massimo D'Antona.